# Kenzo Nambu
Kenzo Nambu (南部 健造 Nambu Kenzo?), född 22 augusti 1992 i Tokyo prefektur, är en japansk fotbollsspelare.
Nambu började sin karriär 2015 i Kataller Toyama. Efter Kataller Toyama spelade han för Briobecca Urayasu och FC Osaka.